# Stanley Gardner
Stanley Gardner (* 13. Dezember 1890 in Sherbrooke/Québec; † 17. August 1945 in Montreal) war ein kanadischer Pianist und Musikpädagoge.

## Leben und Wirken
Gardner hatte in Montreal Klavierunterricht bei Stratford Dawson und studierte ab 1912 in Berlin bei Ferruccio Busoni in Egon Petri. Nach seiner Rückkehr ließ er sich als Klavierlehrer in Montreal nieder. Zu seinen Schülern zählten Samuel Dolin, Rose Goldblatt und Dorothy Morton. Mit Rose Goldblatt bildete er ein Klavierduo, das zwischen 1936 und 1945 in zahlreichen Konzerten und Rundfunkauftritten zu hören war. Daneben war er auch als Klaviersolist aktiv und einer der ersten Pianisten, die die Werke von Claude Debussy und Maurice Ravel in Kanada aufführten. Zu seinem Repertoire gehörten auch Werke zeitgenössischer nordamerikanischer Komponisten.

## Quelle
- The Canadian Encyclopedia – Stanley Gardner

| Personendaten    | Personendaten                         |
| ---------------- | ------------------------------------- |
| NAME             | Gardner, Stanley                      |
| KURZBESCHREIBUNG | kanadischer Pianist und Musikpädagoge |
| GEBURTSDATUM     | 13. Dezember 1890                     |
| GEBURTSORT       | Sherbrooke                            |
| STERBEDATUM      | 17. August 1945                       |
| STERBEORT        | Montreal                              |